# Suipacha (partido)
Suipacha (Partido de Suipacha) is een partido in de Argentijnse provincie Buenos Aires. Het bestuurlijke gebied telt 8.904 inwoners.

## Plaatsen in partido Suipacha
- General Rivas
- Román Báez
- Suipacha